# Deion Sanders
Deion Luwynn Sanders (9 de agosto de 1967, Flórida), conhecido popularmente como "Prime Time" ou "Neon Deion", é um ex-jogador de futebol americano que atuava como cornerback na National Football League. Ele também jogou beisebol na Major League Baseball como outfielder, sendo o único atleta a disputar a final da NFL (Super Bowl) e a final da MLB (World Series), também o único atleta a fazer um touchdown e um home run na mesma semana. Atualmente Deion Sanders trabalha para a NFL Network e treina o time de futebol americano da Universidade do Colorado em Boulder.
Na NFL, ele foi campeão duas vezes do Super Bowl (XXIX e XXX).